# Gigabit
| Système international (SI) | Système international (SI) | Système international (SI) | Préfixes binaires (CEI) | Préfixes binaires (CEI)  | Préfixes binaires (CEI) | Ordre de grandeur |
| Unité                      | Notation                   | Valeur                     | Unité                   | Notation                 | Valeur                  | Ordre de grandeur |
| -------------------------- | -------------------------- | -------------------------- | ----------------------- | ------------------------ | ----------------------- | ----------------- |
| bit                        | bit                        | 1 bit                      | bit                     | bit                      | 1 bit                   | 1                 |
| kilobit                    | kbit ou kb                 | 103 bits                   | kibibit                 | Kibit (ou Kb, par usage) | 210 bits                | 103               |
| mégabit                    | Mbit ou Mb                 | 106 bits                   | mébibit                 | Mibit                    | 220 bits                | 106               |
| gigabit                    | Gbit ou Gb                 | 109 bits                   | gibibit                 | Gibit                    | 230 bits                | 109               |
| térabit                    | Tbit ou Tb                 | 1012 bits                  | tébibit                 | Tibit                    | 240 bits                | 1012              |
| pétabit                    | Pbit                       | 1015 bits                  | pébibit                 | Pibit                    | 250 bits                | 1015              |
| exabit                     | Ebit                       | 1018 bits                  | exbibit                 | Eibit                    | 260 bits                | 1018              |
| zettabit                   | Zbit                       | 1021 bits                  | zébibit                 | Zibit                    | 270 bits                | 1021              |
| yottabit                   | Ybit                       | 1024 bits                  | yobibit                 | Yibit                    | 280 bits                | 1024              |

Un gigabit (symbole Gb ou Gbit) est une unité de mesure ou de stockage dans le langage informatique. Le bit est un chiffre binaire, c'est-à-dire 0 ou 1. 
giga est un préfixe multiplicateur, symbole G, qui vaut un milliard soit 109 dans le Système international d'unités qui est décimal. En informatique, on utilise plutôt le giga binaire noté gibi, symbole Gi, qui vaut 1 073 741 824. Mais certains éditeurs de logiciels confondent encore les deux et notent giga à la place de gibi. 
Quand le terme est utilisé pour un débit binaire (gigabit par seconde), il vaut le plus souvent 109 bits.